# 2002 у телебаченні
Список 2002 у телебаченні описує події у сфері телебачення, що відбулися 2002 року.

## Події

### Січень
- 1 січня — Початок мовлення нового державного телеканалу «Культура»[1].
- 2 січня — Початок мовлення україномовні версії «Fox Kids Україна»[джерело?].
- 3 січня — Початок аналогового мовлення телеканалу «ICTV» на 35 ТВК у Сімферополі[2].
- 6 січня — Початок мовлення нового пізнавального телеканалу «Viasat Explorer».
- Припинення аналогового мовлення «Нового каналу» на 33 ТВК у Вінниці[3].

### Лютий
- 1 лютого — Початок супутникового мовлення музично-розважального телеканалу «M1»[4].
- 8 лютого — Ребрендинг севастопольського регіонального телеканалу «Омега ТВ» у «НТС».
- 15 лютого — Призупинення мовлення запорізького регіонального телеканалу «Хортиця»[5].
- 16 лютого — Початок мовлення нового ставищенського регіонального телеканалу «Грант»[6].
- 22 лютого — Початок аналогового мовлення телеканалу «M1» на 39 ТВК у Львові[7].
- 25 лютого — Початок мовлення нового фільмового телеканалу «Enter-фільм».
- 26 лютого — Відновлення аналогового мовлення регіонального телеканалу «ЛКТ» та «СТБ» на 24 ТВК у Луганську[8].

### Березень
- 1 березня
  - Початок мовлення нового житомирського регіонального телеканалу «Союз TV»[9].
  - Зміна графічного оформлення телеканалу «Інтер».
- 4 березня — Початок аналогового мовлення телеканалу «СТБ» на 26 ТВК в Нікополі[10].
- 6 березня — Відновлення мовлення запорізького регіонального телеканалу «Хортиця»[5].
- 8 березня
  - Припинення мовлення та закриття запорізького регіонального телеканалу «Хортиця»[5].
  - Початок мовлення нового чугуївського регіонального телеканалу «Слобожанка»[11].
- 11 березня — Початок мовлення регіональної версії телеканалу «ТЕТ-Дніпропетровськ»[12].
- 19 березня — Початок аналогового мовлення телеканалу «M1» на 36 ТВК в Чернігові[13].
- Початок аналогового мовлення телеканалу «M1» на 34 ТВК в Одесі[14].

### Квітень
- 1 квітня — Початок аналогового мовлення телеканалу «ICTV» на 52 ТВК в Одесі[14].
- 20 квітня — Припинення мовлення та закриття вінницького регіонального телеканалу «Іштар»[3].

### Травень
- 13 травня — Початок аналогового мовлення телеканалу «M1» на 50 ТВК у Сімферополі[2].
- 20 травня — Початок аналогового мовлення «Нового каналу» на 58 ТВК у Чернівцях[15].
- Початок аналогового мовлення «Нового каналу» на 57 ТВК у Тернополі[16].
- Початок мовлення нового запорізького регіонального телеканалу «ТВ-5 Спорт»[5].
- Початок аналогового мовлення телеканалу «M1» на 23 ТВК в Маріуполі[17].

### Червень
- 10 червня — Початок аналогового мовлення телеканалу «ICTV» на 33 ТВК в Севастополі[18].
- 17 червня — Початок аналогового мовлення «Нового каналу» на 49 ТВК в Чернігові[13].
- 20 червня — Припинення мовлення та закриття телеканалу «Ютар»[19][20].
- 21 червня ― Припинення мовлення та закриття київського регіонального «7 каналу».
- 22 червня
  - Припинення мовлення телеканалу «Заграва»[21].
  - Припинення мовлення та закриття київського телеканалу «НАРТ»[21].
  - Початок аналогового мовлення телеканалу «TV Табачук» на 37 ТВК в Києві[21].
  - Початок аналогового мовлення телеканалу «M1» на 57 ТВК у Луганську[8].
- 27 червня
  - Початок мовлення нового первомайського регіонального телеканалу «Надія».
  - Початок аналогового мовлення регіонального телеканалу «Рівне 1» на 41 ТВК в Сарнах[22].
- Початок мовлення нового марганецького регіонального телеканалу «МГОК-TV»[23].
- Відновлення аналогового мовлення телеканалу «ICTV» на 43 ТВК в Маріуполі[17].

### Липень
- 1 липня — Початок мовлення нового міжнародного російського телеканалу «РТР Планета».
- 17 липня — Початок аналогового мовлення телеканалу «ICTV» на 3 ТВК в Прилуках[24].
- Початок аналогового мовлення «Нового каналу» на 50 ТВК в Сумах[25].

### Серпень
- Початок аналогового мовлення «Нового каналу» на 48 ТВК в Кіровограді[26].

### Вересень
- 1 вересня
  - Ребрендинг російського телеканалу «РТР» у «Росія».
  - Початок аналогового мовлення телеканалу «ТЕТ» на 40 ТВК у Вінниці[3].
- 2 вересня — Ребрендинг російського телеканалу «ОРТ» в «Перший канал».
- 16 вересня — Зміна графічного оформлення телеканалу «1+1»[27].
- 19 вересня — Початок мовлення нового броварського регіонального телеканалу «ЕКТА»[28].

### Жовтень
- 10 жовтня — Зміна логотипу телеканалу «ТЕТ».
- 14 жовтня — Перехід телеканалу «ICTV» до цілодобового формату мовлення[21].
- 20 жовтня
  - Перехід аналогового мовлення регіонального державного телеканалу «Запоріжжя» на з 10 на 12 ТВК в Запоріжжі[5].
  - Перехід аналогового мовлення регіональної державної ТРК «Житомир» з 37 на 6 ТВК в Новограді-Волинському[29].
  - Перехід аналогового мовлення регіонального державного телеканалу «Регіон» з 4 на 10 ТВК у Донецьку[30].
  - Перехід аналогового мовлення регіональної державної ТРК «Житомир» з 12 на 7 ТВК в Черняхові[31].
- Початок аналогового мовлення регіонального телеканалу «КРТ» на 9 ТВК у Кривому Розі[32].

### Листопад
- 1 листопада
  - Зміна графічного оформлення телеканалу «Перший національний».
  - Початок аналогового мовлення «Нового каналу» на 42 ТВК у Луганську[8].

### Грудень
- 25 грудня — Зміна логотипу і графічного оформлення телеканалу «TV Табачук».
- 27 грудня — Початок аналогового мовлення «Нового каналу» на 43 ТВК в Севастополі[18].
- 30 грудня — Перехід телеканалу «Інтер» до цілодобового формату мовлення[21].
- Початок аналогового мовлення «Нового каналу» на 51 ТВК в Рівному[33].
- Перехід аналогового мовлення регіонального державного телеканалу «Запоріжжя» з 33 на 12 ТВК в Запоріжжі[5].
- Початок аналогового мовлення регіонального державного телеканалу «ТК» на 37 ТВК в Кіровограді[26].
- Початок мовлення нового регіонального телеканалу «Виноградів ТВ»[34].
- Припинення аналогового мовлення регіонального телеканалу «КРТ» на 32 ТВК у Кривому Розі[32].
- Початок аналогового мовлення регіонального телеканалу «КРТ» на 1 ТВК у Кривому Розі[32].
- Початок аналогового мовлення «Нового каналу» на 48 ТВК в Маріуполі[17].

## Без точних дат
- Осінь — Перехід аналогового регіонального державного телеканалу «12 каналу» з 6 на 8 ТВК у Львові[7].
- Кінець року — Початок аналогового мовлення «Нового каналу» на 57 ТВК у Сімферополі[2].
- Припинення мовлення івано-франківського регіонального телеканалу «Вежа» на 2 ТВК[35][36].
- Ребрендинг одеського регіонального «45 каналу» у «Глас».
- Початок аналогового мовлення телеканалу «СТБ» на 26 ТВК в Сумах та на 29 ТВК в Богуславі[25][37].
- Початок мовлення нового охтирського регіонального телеканалу «Пульсар-РТБ»[38].
- Початок мовлення нового вінницького регіонального телеканалу «Прем'єр»[3].
- Початок аналогового мовлення телеканалу «M1» на 23 ТВК у Донецьку, на 36 ТВК в Харкові та на 50 ТВК у Вінниці[39][40][3].
- Початок власного мовлення регіонального телеканалу «Вінниччина»[3].
- Початок аналогового мовлення «Нового каналу» на 43 ТВК в Черкасах[41].
- Початок аналогового мовлення телеканалу «ICTV» на 36 ТВК в Херсоні та на 29 ТВК в Сумах[42][25].
- Припинення мовлення та закриття севастопольського регіонального телеканалу «Амідас»[18].
- Початок аналогового мовлення регіональної версії телеканалу «ТЕТ-Севастополь» на 29 ТВК у Севастополі[18].
- Початок аналогового мовлення телеканалу «ТЕТ» на 43 ТВК в Кіровограді[26].
- Початок аналогового мовлення телеканалу «M1» на 52 ТВК у Запоріжжі[43].
- Початок аналогового мовлення телеканалу «ICTV» на 35 ТВК у Каховці[44].
- Початок аналогового мовлення телеканалу «ICTV» на 32 ТВК в Керчі[45].
- Початок аналогового мовлення «Нового каналу» на 25 ТВК у Кривому Розі[32].
- Перехід аналогового мовлення регіонального телеканалу «Юніон» з 24 на 25 ТВК в Макіївці[46].
- Припинення мовлення та закриття павлоградського регіонального телеканалу «НПТ»[47].
- Початок аналогового мовлення телеканалу «ICTV» на 3 ТВК в Павлограді замість регіонального телеканалу «ПТЦ»[47].
- Припинення мовлення та закриття донецького регіонального телеканалу «Новий Донбас»[30].
- Припинення мовлення та закриття криворізького регіонального телеканалу «Найдовша Столиця»[48].
- Початок аналогового мовлення телеканалу «ICTV» на 33 ТВК у Феодосії[49].
- Початок аналогового мовлення сумського регіонального телеканалу «Відікон» на 10 ТВК в Шостці[50].